# Línia Mason-Dixon
La línia Mason-Dixon és un límit de demarcació entre quatre estats dels Estats Units. Forma part de les fronteres de Pennsilvània, Virgínia Occidental, Delaware i Maryland. L'aixecament de la línia de frontera es va dur a terme quan aquests territoris eren encara colònies angleses. Després que Pennsilvània comencés a abolir l'esclavitud dins de les colònies, en 1781, la part oest d'aquesta línia i el riu Ohio es van convertir la frontera entre els estats esclavistes i els abolicionistes (Delaware, però, que es troba a l'est d'aquesta línia, va romandre com a estat esclavista).
En el llenguatge popular, i especialment des de l'anomenat Compromís de Missouri de 1820, s'usa la línia Mason-Dixon simbòlicament com una frontera cultural que divideix el nord dels Estats Units i el sud.
La línia Mason-Dixon va ser traçada entre 1763 i 1767 per resoldre un conflicte de fronteres a l'Amèrica del Nord colonial. Tant Maryland com Pennsilvània reclamaven la terra entre els paral·lels 39 i 40 d'acord amb les cartes que van constituir cada colònia.
A mitjans dels anys 1730 va esclatar una guerra entre els colons per traçar la frontera entre Pennsilvània i Maryland. El tema no es va resoldre fins que va intervenir la corona en 1760, ordenant a Frederick Calvert, sisè baró Baltimore a acceptar un acord de 1732. Com a part de l'acord, els Penn i els Calvert van encarregar a un equip anglès, format per Charles Mason i Jeremiah Dixon, l'aixecament topogràfic de les fronteres recentment establertes entre la província de Pennsilvània, la de Maryland, la colònia de Delaware i parts de la colònia i antic domini de Virgínia.